# 푸앵카레-호프 정리
미분위상수학에서 푸앵카레-호프 정리(영어: Poincaré–Hopf theorem)는 다양체의 오일러 지표를 다양체 위에 존재하는 "일반적" 벡터장의 해석적 데이터와 연관짓는 정리다.

## 정의

### 벡터장의 지표
{\displaystyle n}차원 매끄러운 다양체 {\displaystyle M} 위에 벡터장 {\displaystyle v}를 생각하자. 이 벡터장의 영점({\displaystyle v(x)=0}인 {\displaystyle x\in M})들이 고립되었다(isolated)고 하자. 즉, 영점 {\displaystyle x\in M}에 대하여, {\displaystyle x}를 포함하고 {\displaystyle x}와 다른 영점들을 포함하지 않는 근방 {\displaystyle D\ni x}가 존재한다. 이 근방 {\displaystyle D}는 항상 닫힌 {\displaystyle n}차원 공과 위상동형이게 잡을 수 있다. 그렇다면 임의로 국소좌표계를 잡아, 함수 {\displaystyle u_{x}\colon \partial D\to S^{n-1}}를 {\displaystyle y\mapsto v(y)/\Vert v(y)\Vert }로 정의할 수 있다. 영점{\displaystyle x}의 지표(index) {\displaystyle \operatorname {ind} _{x}(v)}는 함수 {\displaystyle u}의 브라우어르 차수 {\displaystyle \deg u}이다. 이는 국소좌표계나 {\displaystyle D}에 의존하지 않는 값이다.
고립된 영점을 가진 벡터장의 지표는 그 영점들의 지표들의 합이다. 즉,
{\displaystyle \operatorname {ind} (v)=\sum _{x}\operatorname {ind} _{x}(v)=\sum _{x}\deg u_{x}}

### 푸앵카레-호프 정리
{\displaystyle M}이 콤팩트 가향 다양체라고 하자. 그렇다면 {\displaystyle M}의 오일러 지표는 {\displaystyle M} 위에 존재하는 고립된 영점들을 가지는 임의의 벡터장의 지표와 같다.
{\displaystyle \operatorname {ind} (v)=\chi (M)}
이 사실을 푸앵카레-호프 정리라고 한다.

## 예
2차원 구는 오일러 지표가 2이다. 따라서 구 위에는 영점을 가지지 않는 벡터장이 존재하지 않는다. 이 사실을 털난 공 정리(hairy ball theorem)이라고 하기도 한다. 구 위에 다음과 같이 지표가 2인 하나의 영점을 가진 벡터장 또는 지표가 1인 두 개의 벡터장을 잡을 수 있다. 반면, 2차원 원환면은 오일어 지표가 0이므로, 다음과 같이 영점을 가지지 않는 벡터장이 존재한다.
- 구 위에, 지표가 2인 하나의 영점을 가진 벡터장
- 구 위에, 지표가 1인 두 개의 영점을 가진 벡터장
- 원환면 위에, 영점을 가지지 않는 벡터장

## 역사와 어원
앙리 푸앵카레와 하인츠 호프의 이름을 땄다. 푸앵카레는 2차원의 경우를 증명하였고, 호프는 이를 고차원으로 일반화하였다.

## 참고 문헌
- 조용승 (1999년 4월 20일). 《다양체의 미분위상수학》. 대한민국 홍천: 아르케. ISBN 89-88791-11-8. 2016년 3월 4일에 원본 문서에서 보존된 문서. 2013년 3월 25일에 확인함.